# My way (工藤真由のアルバム)
『My way』（マイ・ウェイ）は、工藤真由のソロデビューアルバム。2010年10月27日にマーベラスエンターテイメントから発売された。

## 概要
所属していたボーカルグループChix Chicksの解散後初で、かつ自身初のソロアルバム。
楽曲としては、それまで歌ってきたソロでの楽曲3曲と、プリキュアシリーズに関する楽曲2曲で構成されている。
初回限定盤にはDVDが付属しており、『My sweet days』のミュージックビデオと『ハートキャッチプリキュア!』のエンディングテーマ2曲のダンスパフォーマンスビデオを収録しており、ダンスパフォーマンスでは『ハートキャッチプリキュア!』に登場する私立明堂学園中等部の女子制服を着用している。

## 収録曲
1. My sweet days 
作詞・作曲：多田慎也、編曲：木之下慶行
2. 人生☆レボリューション
作詞：橋本・工藤真由、作曲：橋本・村カワ基成、編曲：村カワ基成
3. For My Friends
作詞：工藤真由・marhy、作曲：marhy、編曲：デワヨシアキ
4. Alright!ハートキャッチプリキュア! feat.ELISA
作詞：六ツ見純代、作曲：高取ヒデアキ、編曲：大石憲一郎
池田彩によるアニメ『ハートキャッチプリキュア!』オープニングテーマのカバー。フィーチャリングで参加のELISAとはキッズステーション「アニぱら音楽館」で共演、『ハートキャッチ☆パラダイス!』を歌っており、それ以来2曲目となる。
5. KUDOMAYU プリキュアメドレー
メドレー編曲：大石憲一郎
工藤がこれまで歌ってきたプリキュアシリーズの主題歌4曲によって構成されたメドレー。
  1. Tomorrow Song 〜あしたのうた〜（作詞：六ツ見純代、作曲：高取ヒデアキ、『ハートキャッチプリキュア!』後期エンディングテーマ）
  2. プリキュア5、スマイル go go!（作詞：只野菜摘、作曲：岩切芳郎、『Yes!プリキュア5』オープニングテーマ）
  3. プリキュア5、フル・スロットルGO GO!（作詞：只野菜摘、作曲：間瀬公司、『Yes!プリキュア5GoGo!』オープニングテーマ）
  4. ハートキャッチ☆パラダイス（作詞：六ツ見純代、作曲：marhy、『ハートキャッチプリキュア!』前期エンディングテーマ）
  5. Tomorrow Song 〜あしたのうた〜

## DVD
1. 『My sweet days』ミュージックビデオ
2. 『ハートキャッチパラダイス』本人制服着用ダンスパフォーマンスミュージックビデオ
3. 『Tomorrow Song〜あしたのうた〜』本人制服着用ダンスパフォーマンスミュージックビデオ